# West End (Anguilla)
West End – miejscowość i dystrykt na Anguilli. W 2001 roku liczyła około 736 mieszkańców.